# گندراسوی لکه‌دار غربی
گندراسوی لکه‌دار غربی (نام علمی: Spilogale gracilis) نام یک گونه از سرده گندراسوی لکه‌دار است.